# مارک توماس میلر
مارک توماس میلر (انگلیسی: Mark Thomas Miller؛ زادهٔ ۳ مهٔ ۱۹۶۰) یک هنرپیشه اهل ایالات متحده آمریکا است.